# Сибиряков, Михаил Александрович
Михаил Александрович Сибиряков (1815—1874) — иркутский купец 1-й гильдии из рода Сибиряковых, племянник Ксенофонта Михайловича Сибирякова, отец Александра Михайловича Сибирякова. Потомственный почётный гражданин и крупный золотопромышленник. Основатель города Бодайбо.

## Биография
Принято считать, что дед Михаила Александровича, тоже Михаил, был одним из сыновей Михаила Афанасьевича Сибирякова. Однако достоверно это не установлено. Родился в обедневшей купеческой семье, которую в таком печальном состоянии передал ему отец Александр Михайлович и в результате вплоть до 1837 года писался мещанином.
В начале 1840-х годов дела Сибирякова улучшились, а в 1849 году он уже значится купцом I гильдии. В немалой степени этому способствовало удачное вложение капиталов в золотопромышленность. В 1848 году Михаил Александрович обнаружил признаки золота в долине реки Хомолхо, позже — в бассейне Лены.
В начале 1860-х годов им совместно с И. И. Базановым, И. Н. Трапезниковым, Я. А. Немчиновым было создано Желтухинское золотопромышленное товарищество, первоначально владевшее четырьмя приисками, а к 1863 году их насчитывалось уже двадцать пять. В начале 1864 года данное товарищество было ликвидировано, а бывшие компаньоны основали новое паевое полное товарищество под названием «Прибрежно-Витимская Ко» (золотопромышленная, договор подписан в 1865 году). Участие в компании было разделено на тринадцать паев, из которых три принадлежали Михаилу Александровичу. Он владел Благовещенским, Стефано-Афанасьевским и Михайловским приисками.
В 1864 году Михаил Александрович Сибиряков основал город Бодайбо как приисковую Бодайбинскую резиденцию (склад грузов), обслуживающую Стефано-Афанасьевский прииск. К июлю 1865 года было открыто уже до тридцати приисков, обороты компании росли, как и прибыли пайщиков. После смерти И. Н. Трапезникова решено было учредить новую золотопромышленную фирму — «Компания Промышленности в разных местах Восточной Сибири» (1865). Товарищество добывало в среднем в год до 275 пудов золота и получало на этом колоссальные прибыли (1865—1899). В рамках золотопромышленной компании Михаил Александрович являлся также и совладельцем Бодайбинской железной дороги (узкоколейной). В 1864 году им совместно с И. И. Базановым была учреждена «К° Ленско-Витимского пароходства Базанова и Сибирякова»; через десять лет товариществу принадлежало уже три парохода, а затем — пять (1890). Вкладывал Сибиряков капиталы и в винокурение. С 1860-х годов он выступал пайщиком Вознесенского и Александро-Невского винокуренных заводов. В начале 1870-х годов был пайщиком при строительстве Иркутских казарм. Под конец жизни общее состояние Михаила Афанасьевича оценивалось более чем в 4 миллиона рублей, из них ценных бумаг на 2 миллиона 270 тысяч рублей.

## Общественная и благотворительная деятельность
М. А. Сибиряков занимал ряд общественных и государственных должностей: он был директором губернаторского попечительства о тюрьмах, церковным старостой Вознесенской церкви (1863—1865), членом иркутской городской думы (1860). При обсуждении вопросов о преобразовании городского самоуправления он высказывался за уменьшение числа служащих, а среди прочего, за упразднение должностей кандидатов по городскому голове как крайне обременительных, ненужных и невыгодных. Занимался разнообразной благотворительной и меценатской деятельностью, тратил немалые суммы денег на различные благотворительные начинания: делал взносы в попечительство детских приютов (1865), в комитет попечительства о раненых и больных воинах (1869), в детский сад (1871), на нужды иркутского Вознесенского монастыря, на строительство часовни в честь Святого Иннокентия (1872).
На средства Сибирякова же (в сумме 107 тысяч руб.) в 1872 году на углу улиц Луговой и Мыльниковской в Иркутске (ныне — угол улиц Марата и Чкалова) была построена богадельня для престарелых на десять человек. А в 1873 году на деньги промышленной компании Сибирякова, Базанова и Немчинова было возведено новое деревянное здание театра взамен сгоревшего ранее. Помогал Михаил и жителям, пострадавшим от наводнений.

## Семья
Состоял в браке с Варварой Константиновной Трапезниковой (1826—1867 или 1887), которая после своей смерти оставила капитала на сумму 47 тысяч рублей. Супруга Сибирякова являлась владелицей нескольких объектов городской недвижимости. Дети: Александр (в будущем — известный предприниматель и крупный благотворитель), Константин, Иннокентий, Антонина, Анна, Ольга (замужем за князем В. В. Вяземским). Благодаря стараниям отца, его дети мужского пола получили отличное образование в столичных университетах и зарубежных институтах, а дочери учились в Девичьем институте.